# Crossogaster praeacuta
Crossogaster praeacuta är en stekelart som beskrevs av Van Noort 1994. Crossogaster praeacuta ingår i släktet Crossogaster och familjen fikonsteklar.
Artens utbredningsområde är Uganda. Inga underarter finns listade i Catalogue of Life.